# Jean Steutelings
Jean Steutelings (Dilsen, 1938) is een Belgisch dirigent en klarinettist.

## Levensloop
Na zijn academiestudies studeerde hij klarinet aan het Koninklijk Vlaams Conservatorium te Gent en HaFa-directie aan het Koninklijke Muziek-Conservatorium te Brussel. Hij sloot zijn studies af met diverse ereprijzen. 
Steutelings was klarinettist en saxofonist bij verschillende Belgische militaire muziekkapellen. Hij was docent voor hout-blaasinstrumenten aan de academie te (Voeren) en in muziekscholen. Later was hij professor aan het Koninklijke Muziek-Conservatorium te Brussel. 
Ook als dirigent was hij werkzaam bij verschillende Belgische en Nederlandse harmonie- en fanfareorkesten, zo onder andere van 1973 tot 1976 bij Koninklijke Fanfare Kempenbloei (Achel), van 1980 tot 1981 bij het Harmonieorkest "St. Caecilia" (Nieuwenhagen-Landgraaf), van 1981 tot 1989 bij de Harmonie "St. Caecilia" (Simpelveld), van 1989 tot 1994 bij het Vlaams Fanfare Orkest, Herentals (voormalig: Kempisch Jeugd Fanfare-Orkest), de Katholieke harmonie "De Gildebroeders van Fall-Mheer", van 1978 tot 1989 bij de Koninklijke Oude Harmonie (1874) van Eijsden, van 1987 tot 1993 bij de Cercle Musical "La Calmine" ASBL, Kelmis en in het bijzonder bij de Koninklijke Stockheimer Harmonie "Sinte Elisabeth", Stokkem in Stokkem.
Verder is hij lid van de Technische commissie deeltijds kunstonderwijs van de Vlaamse Amateurmuziekorganisatie vzw. Zowel in België als ook in het buitenland is hij een veelgevraagd en gewaardeerd jurylid bij concertwedstrijden.